# Мосаб Хасан Юсеф
Мосаб Хасан Юсеф (араб. مصعب حسن يوسف; народився 5 травня 1978 року) — колишній палестинський бойовик, який втік до Ізраїлю в 1997 році, після чого працював шпигуном на ізраїльську спецслужбу ШАБАК, поки не переїхав до Сполучених Штатів у 2007 році. Його батьком є шейх Хасан Юсеф,— співзасновник організації ХАМАС. 
Автор кількох бестселерів New York Times, він відомий своєю відвертою критикою ХАМАС та ісламу.
ШАБАК вважав Юсефа найціннішим джерелом інформації для Ізраїлю серед керівництва ХАМАС: інформація, яку він надавав, дозволила Ізраїлю успішно запобігти десяткам атак палестинців-самогубців і запобігти вбивствам багатьох ізраїльтян; він викрив численні осередки ХАМАС; і допомагав ізраїльській владі в полюванні на палестинських бойовиків. Його зусилля також привели до ув'язнення його батька, який служив провідною фігурою в операціях ХАМАС із Західного берега річки Йордан. У березні 2010 року Юсеф опублікував свою автобіографію під назвою «Син ХАМАСу».
У 1999 році Юсеф прийняв християнство, вийшовши з ісламу, але не розголошував цей факт громадськості до 2008 року, бо існували побоювання, що члени його родини в Рамаллі можуть стати об'єктами релігійних переслідувань. У 2007 році він покинув Західний берег і переїхав до Сполучених Штатів, де подав заяву на політичний притулок, і його прохання було задоволено американською владою в 2010 році після того, як один з керівників ШАБАК Гонен Бен Іцхак засвідчив на його користь. Юсеф порівняв іслам із нацизмом і сказав, що «не поважає всіх, хто вважає себе мусульманином». Палестинські студенти та громадські лідери в університетських містечках звинуватили його в ісламофобії, а його виступи викликали протести.

## Молодість і сім'я
Мосаб Хасан Юсеф народився в місті Рамалла, за 10 км на північ від Єрусалиму. Його батько, шейх Хасан Юсеф — співзасновник і один з лідерів ХАМАС, який провів багато років в ізраїльських в'язницях. Його дід був імамом. Він найстарший із п'яти братів і трьох сестер; у 2019 році наймолодший із його братів, Сухейб Юсеф, також вийшов з ХАМАС.
Коли Юсеф ріс, він хотів бути бійцем, оскільки (за його словами) цього очікували від палестинських дітей на Західному березі. Юсефа вперше заарештували, коли йому було десять років, під час Першої інтифади, за те, що він кидав каміння в ізраїльських поселенців. Як старший син свого батька, він вважався його спадкоємцем.

### Втеча до Ізраїлю
Юсеф сказав, що «побачив світло» після перебування в ізраїльській в'язниці в середині 1990-х років. У в'язниці Мегіддо він був свідком того, як ув'язнені ХАМАС вели жорстоку цілорічну кампанію з відсіювання ймовірних ізраїльських колабораціоністів. «За цей час ХАМАС катував і вбив сотні в'язнів», — сказав він, згадавши яскраві спогади про голки, встромлені під нігті, і тіла, обпалені палаючим пластиком. Багато, якщо не всі, не мали нічого спільного з ізраїльською розвідкою. «Я ніколи не забуду їхніх криків», — продовжив він. «Я почав задавати собі питання. А що, якщо ХАМАСу вдалося б знищити Ізраїль і побудувати державу. Чи не знищать вони таким чином наш народ?»
Юсеф сказав, що його сумніви щодо ісламу та ХАМАСу почали формуватися, коли він усвідомив жорстокість ХАМАС, і що він ненавидів те, як ХАМАС використовував життя страждаючих цивільних осіб і дітей для досягнення своїх цілей. У 1996 році Юсефа затримали агенти ШАБАК. У в'язниці він вирішив прийняти їх пропозицію стати інформатором.

## Кар'єра шпигуна
Починаючи з моменту звільнення з в'язниці в 1997 році, Юсеф вважався найнадійнішим джерелом ШАБАК у керівництві ХАМАС, заслуживши прізвисько «Зелений принц», зелений — за кольором прапора ісламістської групи та «принц» через свій родовід, як син одного із засновників руху. Розвіддані, які він надавав Ізраїлю, дозволили викрити багато осередків ХАМАС, а також запобігти десяткам терактів і замахів на євреїв. Він сказав, що інформував не за гроші, а радше, що його мотивація була ідеологічною та релігійною, і що він хотів лише врятувати людські життя.
Юсеф заявляв, що надавав розвіддані лише за умови, що «цілі» будуть не убиті, а заарештовані. Це призвело до затримання кількох ключових палестинських лідерів, у тому числі Ібрагіма Гаміда (Ibrahim Hamid), командира ХАМАС на Західному березі, та Марвана Баргуті. Юсеф також стверджує, що перешкодив змові 2001 року, метою якої було вбивство Шимона Переса, тодішнього міністра закордонних справ, а пізніше президента Ізраїлю. За словами його куратора — колишнього офіцера ШАБАК, «багато людей завдячують йому життям і навіть не підозрюють про це». Колишній заступник керівника ШАБАК Гідеон Езра сказав, що «є сотні таких співробітників, як він. Він не є незвичайним. Він просто вирішив написати про це книгу», хоча багато інших ізраїльських чиновників також високо оцінили його роботу.
Брат Юсефа, Оувайс засудив статтю газети «Га-Арец» про діяльність свого брата, сказавши: «Це було повною брехнею; це все брехня». Оувайс також розповів, що останній контакт між його родиною та Мосабом відбувся більше ніж за рік до новин про його шпигунство. Стаття «Га-Арец» про Юсефа була описана депутатом ХАМАСу Муширом аль-Масрі, як «психологічна війна, що ведеться проти палестинського народу… [вона] не заслуговує відповіді». Шейх Хасан Юсеф, батько Мосаба, перебуваючи в ізраїльській в'язниці, зрікся свого сина за шпигунство на користь Ізраїлю.
У травні 2016 року, виступаючи на конференції газети «Jerusalem Post» у Нью-Йорку, Юсеф сказав, що в якийсь момент він одночасно працював на Ізраїль, Сполучені Штати, Палестинську автономію та ХАМАС і отримував гроші від них. Також він розкритикував іслам, сказав, що його в цілому можна порівняти з нацизмом і його необхідно перемогти.

## Навернення до християнства
У 1999 році Юсеф зустрів британського місіонера, який познайомив його з християнством. Між 1999 і 2000 роками Юсеф поступово прийняв християнство, тим самим відступивши від Ісламу. У 2005 році його таємно охрестив у Тель-Авіві невідомий християнський турист. У 2007 році він виїхав із Західного берега до Сполучених Штатів і деякий час жив у Сан-Дієго, штат Каліфорнія, де приєднався до церкви на Бараббас-роуд.
У серпні 2008 року Юсеф публічно заявив про своє християнство та відмовився від ХАМАСу та арабського керівництва, тим самим піддавши себе небезпеці та піддавши свою сім'ю в Рамаллі переслідуванням. Юсеф також стверджував, що його метою було принести мир на Близький Схід; він сподівається повернутися на батьківщину, коли настане мир.

## Політичний притулок у США
Деякий час Юсефу погрожували депортацією зі США після того, як його прохання про політичний притулок відхилили, оскільки заяви в його книзі про роботу на ХАМАС були витлумачені як «надання матеріальної підтримки організації, визнаній терористичною в США», попри пояснення Юсефа, що вони були «призначені для руйнування групи». Потім його справа перейшла до стадії депортації, всупереч попередженням захисників Юсефа про те, що він, ймовірно, буде страчений Палестинською владою, якщо його депортують на Західний берег.
24 червня 2010 року керівник ШАБАК Гонен Бен Іцхак, який протягом 10 років працював з Юсефом під кодовим іменем «Лоаї», розкрив свою особистість, щоб свідчити на користь Юсефа на слуханні з питань імміграції в Сан-Дієго. Бен Іцхак назвав Юсефа «справжнім другом» і сказав, що «він щодня ризикував життям, щоб запобігати насильству». Частково внаслідок цього 30 червня 2010 року суддя імміграційного суду постановив, що Юсефу буде дозволено залишитися в Сполучених Штатах після зняття відбитків пальців і проходження планової перевірки. 23 жовтня 2023 року Юсеф заявив, що він має громадянство Сполучених Штатів під час розмови з американським журналістом Джейком Теппером у телеінтерв'ю.

## Критика ісламу і мусульман
У 2016 році Юсеф сказав, що іслам в цілому можна порівняти з нацизмом і його необхідно перемогти. На заході 2012 року Юсеф сказав, що «іслам не є релігією миру». Юсеф написав у Twitter: «Якщо мені доведеться вибирати між 1,6 мільярда мусульман і коровою, я виберу корову». Він заявив: "Я абсолютно не поважаю жодної особи, яка ідентифікує себе як мусульманин. У 2021 році Рада з американсько-ісламських відносин назвала Юсефа ісламофобом, посилаючись на кілька попередніх заяв.
Під час війни Ізраїлю та ХАМАС Юсеф сказав, що причиною ізраїльсько-палестинського конфлікту була не окупація чи земля, а «ісламська релігійна ідентичність» ХАМАС, яка викликає антисемітизм.
У березні 2024 року єврейський студентський рух «Гіллель» з Університету Індіани запросив Юсефа виступити, що викликало негативну реакцію студентських груп, які звинуватили Юсефа в ісламофобії. Захід перенесли. У квітні 2024 року студенти, які підтримували Ізраїль, прийняли Юсефа в Колумбійському університеті на тлі звинувачень у тому, що Юсеф пропагує ісламофобію, наприклад, кажучи, що іслам є «найнебезпечнішою релігією».
У травні 2024 року Юсеф виступив в Університеті у Сан-Дієго, де заявив, що ЦАХАЛ має «спалити» місто Рафах. На заході Юсеф сказав, що він ніколи не виступав за вбивство мусульман, а також Юсеф описав мусульман як «2 мільярди людей, які є агресивними і насильницькими». Виступ викликав протест студентів, які звинуватили Юсефа в ісламофобії.
Наступного дня Юсеф опублікував у Твіттері фотографію мусульманського релігійного лідера в університетському містечку з реченням «Чи може хтось зробити мені послугу і видалити його з кампусу, щоб студенти могли зосередитися на навчанні?» Відкритий лист, підписаний християнськими та мусульманськими релігійними лідерами, витлумачив цю заяву як погрозу та підбурювання до насильства.
Юсеф визнає, що його погляди на іслам викликали у нього проблеми:
Більшість людей не хочуть дивитися правді в очі. Коли я торкаюся релігійного та ідеологічного аспекту конфлікту, який є фундаментальним — я не можу його ігнорувати, — коли я кажу, що іслам є проблемою, багато єврейських організацій кажуть: зачекайте, його вважатимуть ісламофобом, ми хочемо підставляти себе.

## Автобіографія та документальні фільми
У березні 2010 року була опублікована автобіографія Юсефа «Син ХАМАСу: захоплююча розповідь про терор, зраду, політичні інтриги та немислимі вибори», написана за участю письменника Рона Бракіна. У березні 2010 року «Син ХАМАСу» був у списку бестселерів The New York Times протягом двох тижнів.
Юсеф співпрацював із американським актором і кінопродюсером Семом Фейером у створенні двох фільмів: художньої екранізації книги Юсефа «Син ХАМАСу» та документального фільму «Зелений принц», а також історичного зображення життя мусульманського пророка Магомета, заснованого на звітах історика VIII століття Ібн Ісхака. Прем'єра документальної адаптації книги «Син ХАМАСу» під назвою «Зелений принц», режисером і сценаристом якої став Надав Ширман, відбулася на кінофестивалі «Санденс» у 2014 році, де вона отримала приз глядацьких симпатій у категорії «Світове кіно: документальний фільм». Планується перезняти «Зелений принц» як художній фільм.

## Опубліковані книги
- Hassan Yousef, Mosab (2010). Son of Hamas: A Gripping Account of Terror, Betrayal, Political Intrigue, and Unthinkable Choices (вид. First). Carol Stream, Illinois: Tyndale Momentum. ISBN 978-1-4143-3307-6.

- Hassan Yousef, Mosab; Becket, James (2024). From Hamas to America: My Story of Defying Terror, Facing the Unimaginable, and Finding Redemption in the Land of Opportunity (вид. First). Forefront Books. ISBN 978-1637633182.